# Fatalmoudou Touré
Fatalmoudou Touré (sinh ngày 3 tháng 6 năm 1963) là một vận động viên chạy cự ly trung bình người Mali. Bà đã thi đấu ở nội dung 800 mét nữ tại Thế vận hội Mùa hè 1980.